# Frida Klingberg
Frida Klingberg, född 1981, är en svensk konstnär utbildad vid Akademin Valand i Göteborg och Konstfack i Stockholm. 
Bland hennes mest kända verk återfinns  Bevara flatlusen där hon försöker rädda flatlusen från utrotning och Bastu för arbetslösa där hon anställer arbetslösa för att diskutera sina erfarenheter i en bastu.